# Oedembia burmana
Oedembia burmana is een insectensoort uit de familie Embiidae, die tot de orde webspinners (Embioptera) behoort. De soort komt voor in Myanmar.
Oedembia burmana is voor het eerst wetenschappelijk beschreven door Ross in 2007.